# Circle Chart

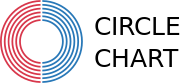
Logo przedsiębiorstwa (Circle Chart)

Circle Chart (wcześniej Gaon Chart (kor. 가온차트)) – południowokoreańskie przedsiębiorstwo zajmujące się publikowaniem list przebojów sporządzanych przez organizację Korea Music Content Association, sponsorowana przez krajowe Ministerstwo Kultury, Sportu i Turystyki. Przedsiębiorstwo bazuje na notowaniach amerykańskiego Billboardu oraz japońskiego Oriconu. Gaon Chart od 2009 prowadzi listę najlepiej sprzedających się albumów w Korei Południowej Album Chart.

## Historia

Logo przedsiębiorstwa (Gaon Chart; do 2022)

Gaon Chart został uruchomiony w lutym 2010 roku przez Korea Music Copyright Association (KOMCA), pod patronatem południowokoreańskiego Ministerstwa Kultury, Sportu i Turystyki, w celu stworzenia krajowych list notowań na wzór list Billboardu ze Stanów Zjednoczonych i Oricon z Japonii. Słowo gaon, które po koreańsku oznacza „środek” lub „centrum”, zostało wybrane, aby reprezentować uczciwość i niezawodność. Firma zaczęła śledzić sprzedaż od początku owego roku.
W kwietniu 2018 roku Gaon wprowadził certyfikaty sprzedaży albumów, plików digital download i streaming.
7 lipca 2022 roku Gaon Chart został przemianowany na Circle Chart. Wraz z zachowaniem dotychczasowych rankingów wprowadzono nowy Global K-pop Chart. Nagrody Gaon Chart Music Awards zostały również przemianowane na Circle Chart Awards.

## Listy

### Listy utworów
| Nazwa              | Typ wykresu                             | Liczba pozycji | Metodologia rankingu                                                                                              |
| ------------------ | --------------------------------------- | -------------- | --- |
| Global K-pop Chart | streaming                               | 200            | - Wykorzystanie transmisji strumieniowej K-pop na całym świecie                                                   |
| Digital Chart      | streaming + download + background music | 200            | - Wykres popularności standardowych piosenek w Korei Południowej                                                  |
| Streaming Chart    | streaming                               | 200            | - Wykorzystania transmisji strumieniowej w Korei Południowej - Jeden z czterech wykresów składowych Digital Chart |
| Download Chart     | download                                | 200            | - Pobrania w Korei Południowej - Jeden z czterech wykresów składowych Digital Chart                               |
| BGM Chart          | background music                        | 200            | - Sprzedaży muzyki w tle w Korei Południowej - Jeden z czterech wykresów składowych Digital Chart                 |
| V Coloring Chart   | video                                   | 100            | - Wykorzystania V Coloring app w Korei Południowej - Jeden z czterech wykresów składowych Digital Chart           |

### Listy albumów
| Nazwa              | Liczba pozycji | Metodologia rankingu |
| ------------------ | -------------- | --- |
| Album Chart        | 100            | - Wolumen dystrybucji albumu (kaseta, płyta winylowa, CD, pendrive, KiT, album platformowy itp.)                                 |
| Retail Album Chart | 50             | - Całkowita sprzedaż albumów offline w sklepach detalicznych (kaseta, płyta winylowa, CD, pendrive, KiT, album platformowy itp.) |

### Inne listy
| Nazwa              | Liczba pozycji | Metodologia rankingu                                          |
| ------------------ | -------------- | ------------------------------------------------------------- |
| Singing Room Chart | 200            | - Liczba odtworzeń utworu w noraebang                         |
| Bell Chart         | 100            | - Ranking dzwonków operatorów komórkowych w Korei Południowej |
| Ring Chart         | 100            | - Ranking dzwonków operatorów komórkowych w Korei Południowej |

## Certyfikaty
W kwietniu 2018 roku Korea Music Content Association wprowadziło certyfikaty dla nagrań muzycznych, obejmujące albumy, pobrania i streaming. Certyfikaty albumów przyznawane są na podstawie danych dotyczących dostaw dostarczanych przez wytwórnie płytowe i dystrybutorów. Certyfikaty dla piosenek dostępne są na podstawie danych online dostarczanych przez dostawców muzyki w sieci. Albumy i piosenki wydane od 1 stycznia 2018 roku są uprawnione do uzyskania certyfikacji.

### Album
| Progi na nagrodę | Progi na nagrodę | Progi na nagrodę | Progi na nagrodę | Progi na nagrodę |
| Platyna          | 2× Platyna       | 3× Platyna       | Milion           | 2× Milion        |
| ---------------- | ---------------- | ---------------- | ---------------- | ---------------- |
| 250 000          | 500 000          | 750 000          | 1 000 000        | 2 000 000        |

### Download
| Progi na nagrodę | Progi na nagrodę | Progi na nagrodę | Progi na nagrodę |
| Platyna          | 2× Platyna       | 3× Platyna       | Diament          |
| ---------------- | ---------------- | ---------------- | ---------------- |
| 2 500 000        | 5 000 000        | 7 500 000        | 10 000 000       |

### Streaming
| Progi na nagrodę | Progi na nagrodę | Progi na nagrodę | Progi na nagrodę |
| Platyna          | 2× Platyna       | 3× Platyna       | Miliard          |
| ---------------- | ---------------- | ---------------- | ---------------- |
| 100 000 000      | 200 000 000      | 300 000 000      | 1 000 000 000    |